# Cachoeira dos Henriques
Cachoeira dos Henriques, também conhecida como Cachoeira dos Martins, é uma queda d'água do Rio Capivari, localizada na divisa dos municípios de Gonçalves e Paraisópolis. A parte da visitação à cachoeira está localizada no município de Paraisópolis, onde o acesso é feito pela estrada que liga o bairro dos Martins ao bairro dos Henriques. A queda d'água é formada por pequenos saltos, que ao todo têm em torno de 100 metros de altura. É um grande atrativo turístico dos dois municípios. 
A Cachoeira dos Henriques está localizada na Serra da Mantiqueira e sua área está inserida na APA Fernão Dias.